# Y and T
Y and T, stylisé Y&T, anciennement Yesterday and Today, est un groupe américain de heavy metal, originaire d'Oakland, en Californie. Il compte deux albums sur le label London Records dans les années 1970, avant de se tourner vers A&M Records en 1981. Le groupe passe par divers autres labels donc Geffen Records et Avex Records. Y and T a eu en début de carrière comme co-managers Herbie Herbert (également manager de Journey) et Lou Bramy. Le groupe compte plus de 4 millions d'exemplaires vendus.

## Historique

### Premières années (1972–1983)
En 1972, Leonard Haze, Bob Gardner et Wayne Stitzer avaient un groupe à Oakland et jouaient des reprises. Dave Meniketti auditionne pour eux et devient leur guitariste en 1973. Peu après, le groupe reçoit un appel pour leur premier concert, mais il leur manquait un nom de groupe. D’après Meniketti et Haze, Leonard choisit donc  pour nom le titre de la chanson qu’il écoutait sur son tourne-disque à ce moment-là : Yesterday and Today, un morceau d’un des premiers albums des Beatles, qui porte le même nom. La première formation, qui ne jouait que des reprises, se composait de Haze à la batterie, Stitzer au piano, Gardner à la basse et Meniketti au chant et à la guitare. Wayne Stitzer quitte le groupe et Bob Gardner passe de la basse à la guitare rythmique et au piano. Phil Kennemore arrive et devient leur nouveau bassiste. En 1974, Gardner quitte le groupe, et est remplacé par Joey Alves. C’est à ce moment-là qu'ils commencent à composer leurs propres morceaux.
Ils enregistrent leurs deux premiers albums studio avec London Records : le premier, éponyme et le second, Struck Down,  respectivement en 1976 et 1978. Un nouveau contrat signé en 1980 avec A&M Records fait que le groupe réduit alors son nom en Y and T. Les trois premiers albums enregistrés avec A&M Records (Earthshaker, en 1981 ; Black Tiger, en 1982, et Mean Streak, en 1983) n’ont qu'un succès limité, mais certains des morceaux sont toutefois considérés comme les meilleurs du groupe ; une grande partie des titres joués en concert vient d’ailleurs de l’album Earthshaker.

### Succès commercial et rupture (1984-1991)
Le sixième album studio du groupe, In Rock We Trust, sorti en 1984, fut le plus grand succès commercial en nombre de ventes et en places dans les classements américains, atteignant la 46e place dans le Billboard 200. L'album contient leur premier tube le plus diffusé à la radio Don't Stop Runnin ; la chanson She's a Liar est utilisée pour une campagne de publicité pour la marque de soda Dr Pepper. En date, In Rock We Trust compte plus de 450 000 exemplaires vendus, non loin du disque d'or. Cet album fut le seul à atteindre une place dans les classements canadiens atteignant la 77e place dans le chart RPM.

### Continuité (depuis 1995)

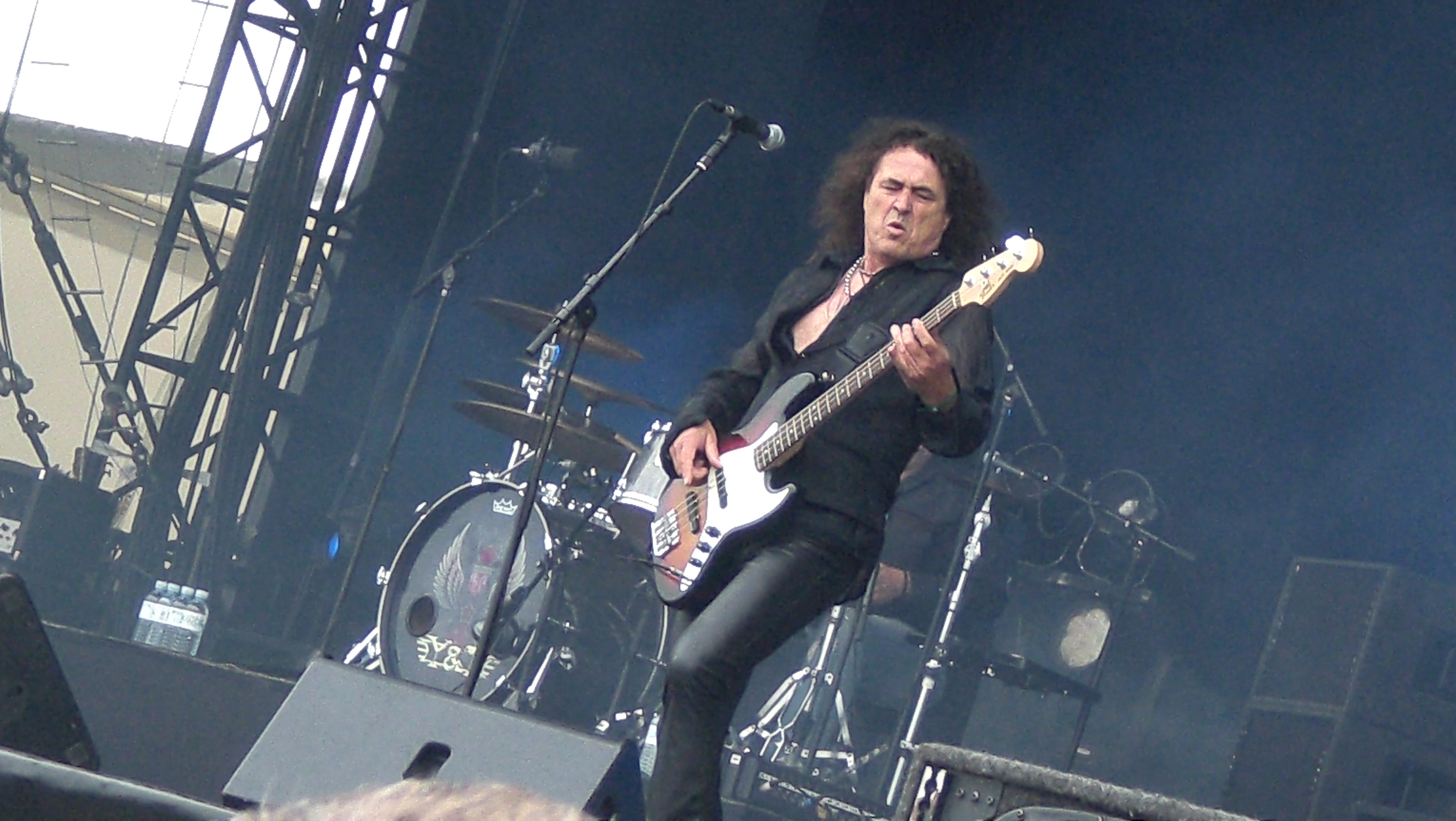
Phil Kennemore au Hellfest en France, en 2010.

En 1995, Y and T revient avec la formation Dave Meniketti, Stef Burns, Phil Kennemore, et Jimmy DeGrasso, pour publier les albums Musically Incorrect en 1995, et Endangered Species en 1997. Le groupe joue occasionnellement au milieu des années 1990. Il se réunit officiellement en 2001 avec à peu près la même formation, avec la venue Leonard Haze en remplacement de DeGrasso. Stef Burns quitte plus tard le groupe pour se joindre à Huey Lewis and the News, et est remplacé par le guitariste et chanteur John Nyman, un ami d'enfance du groupe, qui a aussi participé à lmur album Down for the Count. En 2006, Haze part du groupe, et est remplacé par Mike Vanderhule à la batterie. Avant le décès de Phil Kennemore en 2011, lui et Dave Meniketti étaient les seuls membres constants du groupe depuis 1974.
En 2009, Y and T signe un contrat avec le label italien Frontiers Records pour la publication de son douzième album, publié en mai 2010,,. Intitulé Facemelter. il s'agit du premier album du groupe en treize ans (depuis Endangered Species en 1997.
En juin 2010, Y and T tourne à l'international pour la promotion de Facemelter, jouant à des festivals européens comme le Sweden Rock, le Download Festival, le Donington Park, et le Hellfest de Clisson, en France. Le bassiste Phil Kennemore est diagnostiqué d'un cancer du poumon en stade avancé pendant la tournée Y and T. Le 7 janvier 2011, le bassiste Phil Kennemore décède à 57 ans. Le 19 octobre 2013 à Bellagio, Italie, Stef Burns se joint au groupe sur scène pour jouer quatre chansons (Black Tiger, Dirty Girl, Midnight in Tokyo, et Hurricane).
En avril 2016, Lang annonce se retirer de groupe le temps d'une cure de désintoxication

## Membres

### Membres actuels
- Dave Meniketti – guitare solo, chant (1972-1991, 1995-1997, depuis 2001)
- John Nymann – guitare rythmique, chœurs (depuis 2003)
- Mike Vanderhule – batterie, percussions, chœurs (depuis 2006)
- Aaron Leigh – basse, chœurs (depuis 2016)

### Anciens membres
- Phil Kennemore – guitare basse, chœurs, chant occasionnel (1973–2011) (décédé en 2011)
- Leonard Haze – batterie, percussions, chœurs, chant occasionnel (1972–1986, 2001–2006) (décédé en 2016)
- Joey Alves – guitare rythmique, chœurs (1974–1989) (décédé en 2017)
- Brad Lang – guitare basse, chœurs (2010–2016)
- Jimmy DeGrasso – batterie, percussions, chœurs (1986–1991, 1995-1997, 2001)
- Stef Burns – guitare rythmique, chœurs (1989–1991, 1995-1997, 2001)
- Bob Gardner – basse (1972–1973), guitare rythmique, piano (1973)
- Wayne Stitzer – piano (1972–1973)

### Musiciens de session
- Robert Russ – piano sur Struck Down (1978)
- Cherie Currie – chœurs sur Struck Down (1978)
- Galen Cook – organe sur Struck Down (1978)
- Randy Nichols – clavier sur Down for the Count (1985)
- John Nymann – chœurs sur Down for the Count (1985)
- Steffen Presley – clavier sur Down for the Count (1985); Contagious (1987)
- Claude Schnell – clavier sur Down for the Count (1985)
- Adam Day – guitare rythmique sur Down for the Count (1985)
- Bill Costa – chœurs sur Down for the Count (1985)
- Steve Smith  – batterie sur Hard Times, Lucy, Don't Be Afraid of the Dark, Girl Crazy, Come in from the Rain, Red Hot and Ready, Let It Out, Ten Lovers, et Surrender sur l'album Ten (1990)
- Loren Gold – clavier sur Facemelter (2010)

## Discographie

### Albums studio
- 1976 : Yesterday and Today
- 1978 : Struck Down
- 1981 : Earthshaker
- 1982 : Black Tiger
- 1983 : Mean Streak
- 1984 : In Rock We Trust
- 1985 : Down for the Count
- 1987 : Contagious
- 1990 : Ten
- 1995 : Musically Incorrect
- 1997 : Endangered Species
- 2010 : Facemelter

### Albums live
- 1985 : Open Fire
- 1991 : Yesterday and Today Live
- 2000 : BBC in Concert: Live on the Friday Rock Show
- 2012 : Live at the Mystic

### Compilations
- 1987 : Forever
- 1989 : Anthology
- 1990 : Best of '81–'85
- 2001 : Ultimate Collection
- 2003 : Unearthed Vol 1
- 2004 : Unearthed Vol 2

## Vidéographie

### Vidéos
- Live at the San Francisco Civic (1985)
- Summertime Girls and All American Boys (1987)

### DVD
- Live : One Hot Night (2007)